# Ministerium für Arbeit, Soziales, Gesundheit und Gleichstellung des Landes Sachsen-Anhalt

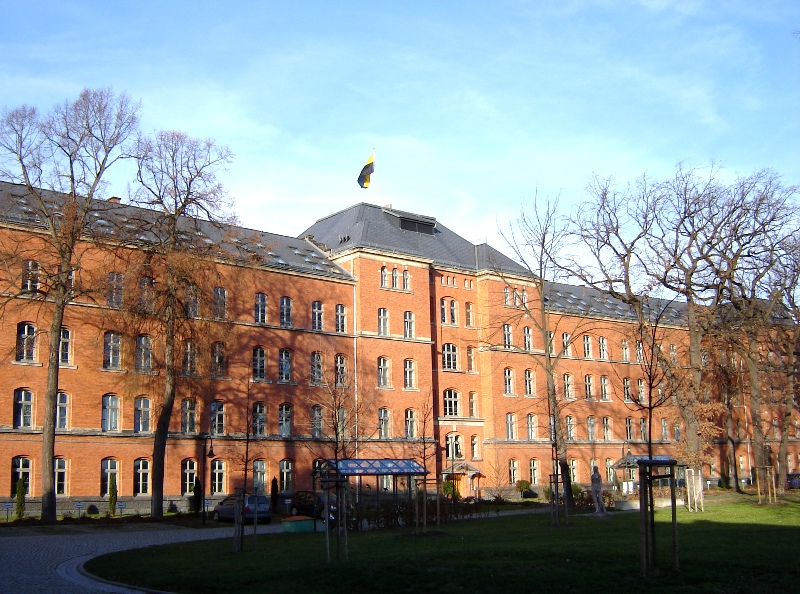
Ministerium im Jahr 2006

Das Ministerium für Arbeit, Soziales, Gesundheit und Gleichstellung (MS) ist ein Ministerium der Landesregierung von Sachsen-Anhalt. Sitz ist die ehemalige Pionierkaserne in der Turmschanzenstraße 25 in Magdeburg. Die Behörde wird von Ministerin Petra Grimm-Benne geleitet, ihr stehen Wolfgang Beck (Amtschef) und Susi Möbbeck (Integrationsbeauftragte) als Staatssekretäre zur Seite.

## Geschichte
Nach dem Zweiten Weltkrieg bestanden zunächst noch keine Ministerien. In der 1945 gebildeten „Provinzialverwaltung Sachsen“ war für „Arbeits- und Sozialfürsorge“ ein Vizepräsident zuständig. 1946 wurde dann ein Ministerium für Arbeit und Soziales gegründet. 1950 wurde der Bereich „Arbeit“ dem Wirtschaftsministerium angegliedert sowie ein neues Ministerium für Gesundheit geformt. Die Ministerien bestanden bis zur Auflösung des Landes 1952.
Mit der Wiedergründung des Landes Sachsen-Anhalt 1990 wurde auch das Ministerium für Arbeit und Soziales wiedergegründet. 1994 wurde es zum Ministerium für Arbeit, Soziales und Gesundheit und 1998 zum Ministerium für Arbeit, Frauen, Gesundheit und Soziales umbenannt. Zwischen 2002 und 2011 nannte sich die Behörde Ministerium für Gesundheit und Soziales, während der Bereich „Arbeit“ dem Wirtschaftsministerium zugeordnet war. 2011 wurde die vorherige Zuordnung wiederhergestellt, seit 2016 hieß es Ministerium für Arbeit, Soziales, und Integration. Mit der Bildung des Kabinetts Haseloff III übernahm das Ministerium zudem das Gleichstellungsressort und trägt seitdem den heutigen Namen.

## Organisation
Das Ministerium ist entsprechend seiner Aufgabenbereiche in fünf Abteilungen gegliedert, Abteilung 4 und 5 unterstehen der Integrationsbeauftragten des Landes:
- Abteilung 1: Service
- Abteilung 2: Gesundheit und Verbraucherschutz
- Abteilung 3: Soziales und Arbeitsschutz
- Abteilung 4: Familie und Jugend
- Abteilung 5: Arbeit und Integration

## Nachgeordnete Behörden
- Landesamt für Verbraucherschutz (LAV)[2]
- Sozialagentur Sachsen-Anhalt[3]